# Krysk (gromada)
Krysk – dawna gromada, czyli najmniejsza jednostka podziału terytorialnego Polskiej Rzeczypospolitej Ludowej w latach 1954–1972.
Gromady, z gromadzkimi radami narodowymi (GRN) jako organami władzy najniższego stopnia na wsi, funkcjonowały od reformy reorganizującej administrację wiejską przeprowadzonej jesienią 1954 do momentu ich zniesienia z dniem 1 stycznia 1973, tym samym wypierając organizację gminną w latach 1954–1972.
Gromadę Krysk z siedzibą GRN w Krysku utworzono – jako jedną z 8759 gromad na obszarze Polski – w powiecie płońskim w woj. warszawskim, na mocy uchwały nr VI/10/14/54 WRN w Warszawie z dnia 5 października 1954. W skład jednostki weszły obszary dotychczasowych gromad Drochowo, Drochówka, Krysk, Krysk Nowy, Postruże, Pruszyn, Rąbież i Wola-Krysk ze zniesionej gminy Naruszewo w tymże powiecie. Dla gromady ustalono 12 członków gromadzkiej rady narodowej.
31 grudnia 1959 z gromady Krysk wyłączono wsie Pruszyn i Postróże, włączając je do gromady Radzymin w tymże powiecie, po czym gromadę Krysk zniesiono a jej (pozostały) obszar włączono do gromady Naruszewo tamże.